# Farina, Illinois
Farina là một làng thuộc quận Fayette, tiểu bang Illinois, Hoa Kỳ. Năm 2010, dân số của làng này là 518 người.

## Dân số
Dân số qua các năm:
- Năm 2000: 558 người.
- Năm 2010: 518 người.